# النوبة العليا (إب)

تعديل مصدري - تعديل

النوبة العليا محلة تابعة لقرية الصباحي، التابعة لعزلة البحريين بمديرية إب إحدى مديريات محافظة إب في الجمهورية اليمنية.، بلغ تعداد سكانها 42 حسب تعداد اليمن لعام 2004.